# Der Schrecken schleicht durch die Nacht
Der Schrecken schleicht durch die Nacht ist ein US-amerikanischer Science Fiction/Horrorfilm aus dem Jahr 1958. Der Schwarzweißfilm entstand unter der Regie von Jack Arnold und kam am 22. Januar 1960 in die deutschen Kinos. Die ARD strahlte den Film am 26. September 1970 erstmals im Fernsehen aus.

## Handlung
Professor Blake, der am Dunfield College Anthropologie lehrt, bekommt einen Coelacanth aus Madagaskar zugeschickt, um ihn zu untersuchen und seine Theorien zu untermauern. Der Coelacanth ist ein vorzeitlicher Fisch, der sich seit Millionen von Jahren kaum weiterentwickelt hat. Der eigentlich als ausgestorben vermutete Fisch kommt nur noch im Meer vor Madagaskar vor. Beim Entladen des Fisches läuft etwas Tauwasser aus, das von Samson, dem Hund eines Studenten, aufgeleckt wird. Innerhalb kurzer Zeit verwandelt sich der Schäferhund in einen urzeitlichen Wolf zurück und greift alles an, was sich bewegt. Professor Blake kann mit Hilfe seines Studenten den Hund in einen Käfig sperren. Einige Stunden später verletzt sich Blake, als er den Fisch wieder in den Kühlraum bringt. Ohne es zu wissen, hat er sich mit Bakterien des Fisches infiziert. Die Assistentin Molly Riordan verbindet die Wunde und bringt Blake, der sich plötzlich nicht wohl fühlt, nach Hause. Inzwischen ist Blakes Freundin auf der Suche nach dem Professor, da beide zu einer Party eingeladen sind. Als sie zum Haus Blakes kommt, findet sie die Zimmer verwüstet vor. Sie hört Geräusche aus dem Garten, eilt dorthin und findet den bewusstlosen Blake und die tote Molly Riordan vor. Die Polizei verdächtigt zunächst Blake als Mörder, aber durch die gefundenen Fingerabdrücke und riesige Fußspuren in der Nähe des Tatorts ist schnell klar, dass noch jemand anderes anwesend war, der erst die Wohnung verwüstete und dann Riordan umbrachte. Blake, der sich an nichts erinnern kann, ist entlastet. Der Hund Samson hat sich währenddessen wieder in einen Schäferhund zurückverwandelt und niemand glaubt Blake, dass der Hund am Tag zuvor anders aussah. Als die Ermittlungen der Polizei ins Leere laufen, bekommt Blake Polizeischutz.
Trotz des Mordes an Molly Riordan arbeitet Blake weiter an dem Fisch, um seine Theorien über die Evolution zu beweisen. Eine Libelle, die sich an dem Fisch gütlich tut, wird kurz darauf mehr als 60 cm groß. Professor Blake tötet die Libelle, dabei tropft etwas von deren Blut in seine Pfeife. Nachdem er seine Pfeife geraucht hat, verwandelt er sich in eine Art Neandertaler und tötet den Polizisten, der zu seinem Schutz abgestellt war. Wieder glaubt die Polizei aufgrund der Spuren an einen Dritten, während Blake sich nicht an das Geschehene erinnern kann. Blake arbeitet wie ein Besessener und findet heraus, dass der Fisch für die Verwandlung von Libelle und Hund verantwortlich ist. Zwar können sich die Zellen des Coelacanthen gegen die „Kraft der Evolution“ wehren, aber sie verwandeln andere Lebewesen nicht in eine Vorstufe der Existenz zurück. Das konnte nur geschehen, weil der Fisch mit einer neuen Methode der Atombestrahlung haltbar gemacht wurde.
Da niemand Blake glaubt, macht er während eines Erholungsurlaubes, der ihm von seinem Dekan angeraten wurde, einen Selbstversuch. In einer Hütte in den Bergen startet Blake seinen Versuch. Da er sich nie an die Vorfälle erinnern kann, sorgt er vor. Er lässt sein Tonband laufen und installiert mehrere Kameras in der Hütte. Nachdem er seine Freundin, die ihn besuchen will, durch sein verwandeltes Ich fast zu Tode erschreckt hat, tötet er einen Ranger, der Madeleine Howard zu Hilfe eilt. Blake – zurückverwandelt und wieder in seiner Hütte – hat alle Beweise in der Hand: Er selbst ist das mordende Monster. Der inzwischen herbeigeeilten Polizei verspricht er, den gesuchten Mörder zu präsentieren. Blake will, dass sein böses, unzivilisiertes Ich zerstört wird. Deshalb injiziert er sich das Coelacanthen-Serum, das er inzwischen hergestellt hat. Sergeant Powell erschießt Blake, als dieser sich wieder in das Monster verwandelt und auf ihn zutorkelt. Die Polizisten umringen das tote Monster und während sie sich noch fragen, wo Professor Blake geblieben ist, verwandelt sich das Monstrum zurück in Blake.

## Kritiken
- „Pseudowissenschaftlicher Science-Fiction-Film mit Horrorakzenten und Pappmaché-Attrappen.“ - „Lexikon des internationalen Films“[1]

- „Gruselfilm um die Rückverwandlung eines Zeitgenossen in einen vorgeschichtlichen Menschen, voller Horroreffekte, nicht mehr als eine nervenkitzelnde Unterhaltung.“ − Evangelischer Filmbeobachter[2]